# Гайлігенгаус
Гайлігенгаус (нім. Heiligenhaus) — місто в Німеччині, знаходиться в землі Північний Рейн-Вестфалія. Підпорядковується адміністративному округу Дюссельдорф. Входить до складу району Меттман.
Площа — 27,47 км2. Населення становить 26 301 ос. (станом на 31 грудня 2020).